# Bartosz z Kościelca
 Bartosz z Kościelca – kasztelan kruszwicki w 1284 r., podsędek inowrocławski w latach 1286–1287, kasztelan bydgoski w 1294 r., sędzia inowrocławski w latach 1294–1303, kasztelan inowrocławski w latach 1304–1311.
Przedstawiciel możnego kujawskiego rodu Leszczyców z Kościelca. Był synem Przezdrzewa - w 1241 r. podczaszego, a w 1246 r. podkomorzego księcia Kazimierza Kujawskiego oraz bratem Floriana - podkomorzego i chorążego inowrocławskiego, Wojciecha - podłowczego inowrocławskiego, kasztelana słońskiego, kasztelana kruszwickiego, Bogusza – kasztelana wyszogrodzkiego i Wilka - nie pełniącego urzędów.
W końcu lat 60. XIII w. ożenił się prawdopodobnie z córką Przybysława Wyszelica, dzięki czemu nastąpiło przejście Pakości w ręce rodu Leszczyców.
Pierwszym urzędem Bartosza była kasztelania kruszwicka. Urząd ten pełnił z ramienia księcia Ziemomysła inowrocławskiego, lecz tylko nominalnie. Było to wyrazem pretensji terytorialnych Ziemomysła do tej kasztelanii, która w 1282 r. należała do książąt kujawsko-łęczyckich Władysława i Kazimierza. Kruszwica nie wróciła pod panowanie Ziemomysła, choć podejmował on próby jej odzyskania przy pomocy możnych m.in. przedstawicieli rodu Leszczyców.
Kolejnym urzędem było podsędstwo inowrocławskie. Sprawowanie przez Bartosza tego urzędu potwierdzają testacje dwóch dokumentów księcia Ziemomysła: z 23 czerwca 1286 r. oraz 29 października 1287 r.
Później nastąpiła zmiana, gdyż na liście świadków dokumentu księcia Leszka z 8 maja 1294 r. podpisał się jako kasztelan bydgoski.
Z kolejnego okresu kariery: sędstwa inowrocławskiego zachowało się sporo dokumentów, m.in.:
- dokument książąt Leszka i Przemysła z 9 czerwca 1296 r.,
- dokument książąt Leszka i Przemysła z 26 maja 1297 r.,
- dokument księcia Leszka z 4 października 1297 r.,
- dokument księcia Przemysła z braćmi i matką z 28 lipca 1298 r., nadającym bartnikom wieś Bartodzieje.
- dokument księcia Przemysła z 7 grudnia 1300 r.,
- dokument książąt Ziemomysłowiców z 23 kwietnia 1301 r.,
- dokument książąt Przemysła i Kazimierza i ich matki z 18 lipca 1301 r.,
- dokument księcia Przemysła z 18 lipca 1301 r.,
- dokument książąt Leszka i Przemysła z 27 sierpnia 1302 r.,
- dokument księcia Przemysła z 23 grudnia 1302 r.,
- dokument książąt Ziemomysłowiców z 13 grudnia 1303 r.,

Ukoronowaniem kariery Bartosza był awans na kasztelanię inowrocławską w 1304 r.
Z tego okresu pochodzi kilka podpisów na dokumentach książęcych:
- dokument książąt Przemysła i Kazimierza z 30 września 1304 r.,
- dokument książąt Przemysła i Kazimierza z 27 lipca 1307 r.,
- dokument książąt Przemysła i Kazimierza i ich matki z 28 kwietnia 1309 r.,

Częsta obecność Bartosza w dokumentach wynikała z charakteru pełnionych przezeń urzędów. Należał do najbliższego otoczenia książąt kujawskich Ziemomysłowiców i był jednym z ich najbardziej zaufanych współpracowników. Zmarł przed 22 listopada 1311 r.